# Out with Dad
Out With Dad é uma websérie canadense que conta o drama de uma garota de 15 anos de idade (Rose), que começa a se questionar sobre sua sexualidade. Sem experiência com garotos nem garotas, ela se vê atraída por sua melhor amiga, Vanessa. Rose mora com seu pai viúvo, que, desconfiado da homossexualidade da filha, tenta de tudo para que “a saída do armário” da garota seja da forma mais natural (e menos traumática) possível.

## Personagens/Elenco
- Rose - Kate Conway
- Vanessa - Lindsey Middleton
- Claire Daniels - Caitlynne Medrek
- Nathan - Will Conlon (1° e 2° Temporada) / Jonathan Robbins (3° Temporada)
- Kenny - Corey Lof
- Alicia Van Harren - Laura Jabalee
- Angela - Kelly-Marie Murtha
- Johnny - Darryl Dinn
- Theresa (Mãe da Venessa) - Wendy Glazier
- Jacob - Jacob Ahearn

## Sites
- «IMDb»
- «Site Oficial»
- «Facebook Oficial»
- «Entrevista» (em inglês). de PNT Tv
- «Entrevista». de Cherrygrrl (ingês)
- «Artigo». de CarterMatt (ingês)
- «Artigo» (em inglês). de Writers Guild of Canada
- «Entrevista» (em inglês). de FemSlash 4 Fans Radio